# 1986년 동독 총선거

1986년 총선후 인민의회 의석분포

1986년 6월 8일 실시된 제9대 동독 인민의회 선거이다. 해당선거에서 유권자는 독일민주인민전선 명부 하나에만 투표할 수 있는 보여주기 선거 (Show election, 고무도장 선거)였다. 인민전선내 정당간 의석비율은 선거전에 결정되어 있어서, 투표를 통해 정당별 의석에 영향을 줄 수 없는 선거였다.

## 선거 결과
공식적 선거결과에 의하면 유권자 12,434,444명 중 12,402,013명이 투표에 참가해 투표율 99.74 %를 기록했으며, 나머지 2,407표는 무효표였다. 유효표의 99.94 % (12,392,094표)가 인민전선 명부에 찬성했으며, 유효표의 0.06 % (7,512표)가 반대한 것으로 발표되었다.
| 선거연합          | 선거연합          | 정당 및 단체      | 정당 및 단체      | 약칭              | 득표수     | %     | 의석수 | +/- |
| ----------------- | ----------------- | ----------------- | ----------------- | ----------------- | ---------- | ----- | ------ | --- |
|                   | 국민전선          |                   |                   |                   |            |       |        |     |
|                   | 통일사회당        | SED               | 12,392,094        | 99.94             | 127        | 0     |        |     |
|                   | 자유노동조합연맹  | FDGB              | 12,392,094        | 99.94             | 61         | –7    |        |     |
|                   | 기독교민주연합    | CDU               | 12,392,094        | 99.94             | 52         | 0     |        |     |
|                   | 자유민주당        | LDPD              | 12,392,094        | 99.94             | 52         | 0     |        |     |
|                   | 국가민주당        | NDPD              | 12,392,094        | 99.94             | 52         | 0     |        |     |
|                   | 민주농민당        | DBD               | 12,392,094        | 99.94             | 52         | 0     |        |     |
|                   | 자유청년단        | FDJ               | 12,392,094        | 99.94             | 37         | –3    |        |     |
|                   | 민주여성동맹      | DFD               | 12,392,094        | 99.94             | 32         | –3    |        |     |
|                   | 문화협회          | KB                | 12,392,094        | 99.94             | 21         | –1    |        |     |
|                   | 농민 상호원조협회 | VdgB              | 12,392,094        | 99.94             | 14         | New   |        |     |
| 반대표            | 반대표            | 반대표            | 반대표            | 반대표            | 7,512      | 0.06  | –      | –   |
| 무효/기권표       | 무효/기권표       | 무효/기권표       | 무효/기권표       | 무효/기권표       | 2,407      | –     | –      | –   |
| 합계              | 합계              | 합계              | 합계              | 합계              | 12,402,013 | 100   | 500    | 0   |
| 등록유권자/투표율 | 등록유권자/투표율 | 등록유권자/투표율 | 등록유권자/투표율 | 등록유권자/투표율 | 12,434,444 | 99.74 | –      | –   |
| 출처: IPU         |                   |                   |                   |                   |            |       |        |     |

## 선거조작
동독 선거법은 문서상으로 개표결과에 대해 공개검증을 할 수 있도록 하고 있었다. 하지만 실제로 탄압에 대한 두려움으로 공개검증 요구가 거의 없었다. 1986년 총선에서 라이너 에펠만 목사를 중심으로 한 일단의 그룹이 선거법상 보장된 검증을 시도해, 베를린 프리드리히스하인의 제8 투표소에 대한 검증을 할 수 있었다. 검증결과 8선거구에서만 547명이 투표에 참여하지 않은 것으로 나타났지만, 공식 선거결과는 동베를린 전체에서 840명이 기권한 것으로 발표되었다. 두 수치로 인해 선거조작 가능성이 높게 제기되었다. 1989년 실시된 동독 지방선거에서도 일단의 시민들이 같은 선거구에서 개표 검증을 했고, 이때는 선거조작이 들어나게 된다. 이 사건은 동독붕괴로 이어지는 도화선이 되었다.

## 참고 문헌
- Sekretariat der Volkskammer [인민의회 사무국], 편집. (1987). 《Die Volkskammer der Deutschen Demokratischen Republik. 9. Wahlperiode.》 [제 9대 독일민주공화국 인민의회] (독일어). Berlin: Staatsverlag der DDR. ISBN 9783329001194.